# Baron Ampthill

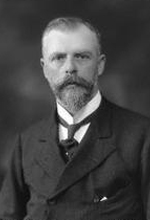
Arthur Russell, 2. Baron Ampthill

Baron Ampthill, of Ampthill in the County of Bedford, ist ein erblicher britischer Adelstitel in der Peerage of the United Kingdom.

## Verleihung
Der Titel wurde am 11. März 1881 für Sir Odo Russell geschaffen. Dieser war damals Botschafter des Vereinigten Königreiches in Berlin, nachdem er zuvor lange Jahre inoffizieller Botschafter beim Vatikan gewesen war. Er war ein Enkel von John Russell, 6. Duke of Bedford – die Barone stehen daher auch in der Erbfolge für dieses Dukedom einschließlich der nachgeordneten Titel.

## Liste der Barone Ampthill (1881)

Wappen des jeweiligen Barons Ampthill

- Odo Russell, 1. Baron Ampthill (1829–1884)
- Arthur Russell, 2. Baron Ampthill (1869–1935)
- John Russell, 3. Baron Ampthill (1896–1973)
- Geoffrey Russell, 4. Baron Ampthill (1921–2011)
- David Russell, 5. Baron Ampthill (* 1947)

Mutmaßlicher Titelerbe (Heir Presumptive) ist sein jüngerer Bruder Hon. Anthony John Mark Russell (* 1952). Dessen Titelerbe ist sein Sohn William Odo Alexander Russell (* 1986).